# Henri VI de Plauen
Henri VI de Plauen, né le 29 décembre 1536 à Meissen et mort le 22 janvier 1572 à Schleiz est le 6e et dernier burgrave de Meissen de la lignée des seigneurs de Plauen.

## Biographie
Henri VI naît le 29 décembre 1536 à Meissen. Il est le plus jeune fils d'Henri IV de Plauen (1510-1554) et de son épouse Marguerite de Salm (1517-1573). Après la mort de son père, lui et son frère aîné Henri V héritent des vastes domaines familiaux mais également d'importantes dettes. N'étant pas encore majeurs, Ferdinand Ier leur accorde sa protection face à leurs principaux créanciers, les Reuss, qui cherchent à accaparer leurs terres. Dès 1556, les Plauen perdent les amts de Hof et de Schauenstein par arbitrage impérial.
En mai 1559, les seigneuries de Plauen et de Voigtsberg et l'amt de Schöneck sont donnés en gage à Auguste Ier de Saxe. Un jugement de Vienne du 28 septembre 1560 fait perdre aux frères la seigneurie de Greiz au profit des Reuss. Le 1er janvier 1561, les Reuss obtiennent la moitié des seigneuries de Gera et de Schleiz. Finalement, les Plauen ne conservent que leurs fiefs bohémiens de Lobenstein et de Posterstein. Le conflit avec les Reuss ne prend fin qu'avec la signature d'un pacte à Prague le 9 mars 1562, juste avant que l'empereur n'investisse les deux frères, le 14 mars suivant.
Les domaines sont partagés entre les deux frères en 1563, Henri VI reçoit Schleiz et Lobenstein ainsi que l'amt de Pausa. Peu après, il perd définitivement les seigneuries de Plauen et de Voigtsberg et l'amt de Schöneck, faute d'argent pour les racheter à la Saxe à l'expiration du délai de reprise.
En préparation de son mariage avec la princesse Catherine de Brunswick-Lunebourg-Gifhorn, il donne en gage l'amt de Pausa à un citoyen de Leipzig, qui le revend en 1569 à la Saxe. Constamment à court d'argent, il engage Lobenstein aux Schwarzbourg en 1567.
Henri VI meurt dans la misère le 22 janvier 1572. Ses mariages restent sans enfant. Il est enterré dans l'église Saint-Marien de Schleiz. Ses biens reviennent aux Reuss, qui continuent à se battre avec sa veuve pendant près de vingt ans pour récupérer Schleiz, Saalburg et Burgk. Même après son remariage en 1576, Anne de Poméranie-Stettin (1531-1592) refuse de quitter les propriétés constitutives de son douaire, qu'elle avait obtenu avec la confirmation impériale mais sans le consentement des Reuss. Ce n'est qu'en 1590 que le différend a pu être réglé : la seigneurie de Schleiz est rendue aux Reuss en échange d'un paiement de 42 250 florins.

## Mariages
Il épouse le 9 avril 1564 à Fallersleben Catherine de Brunswick-Lunebourg-Gifhorn (1548-1565).
Il se remarie le 27 août 1566 avec Anne de Poméranie-Stettin (1531-1592).
Il n'a aucun enfant.

## Articles liés
- Maison Reuss
- Schleiz